# St. Georg (Spieka)

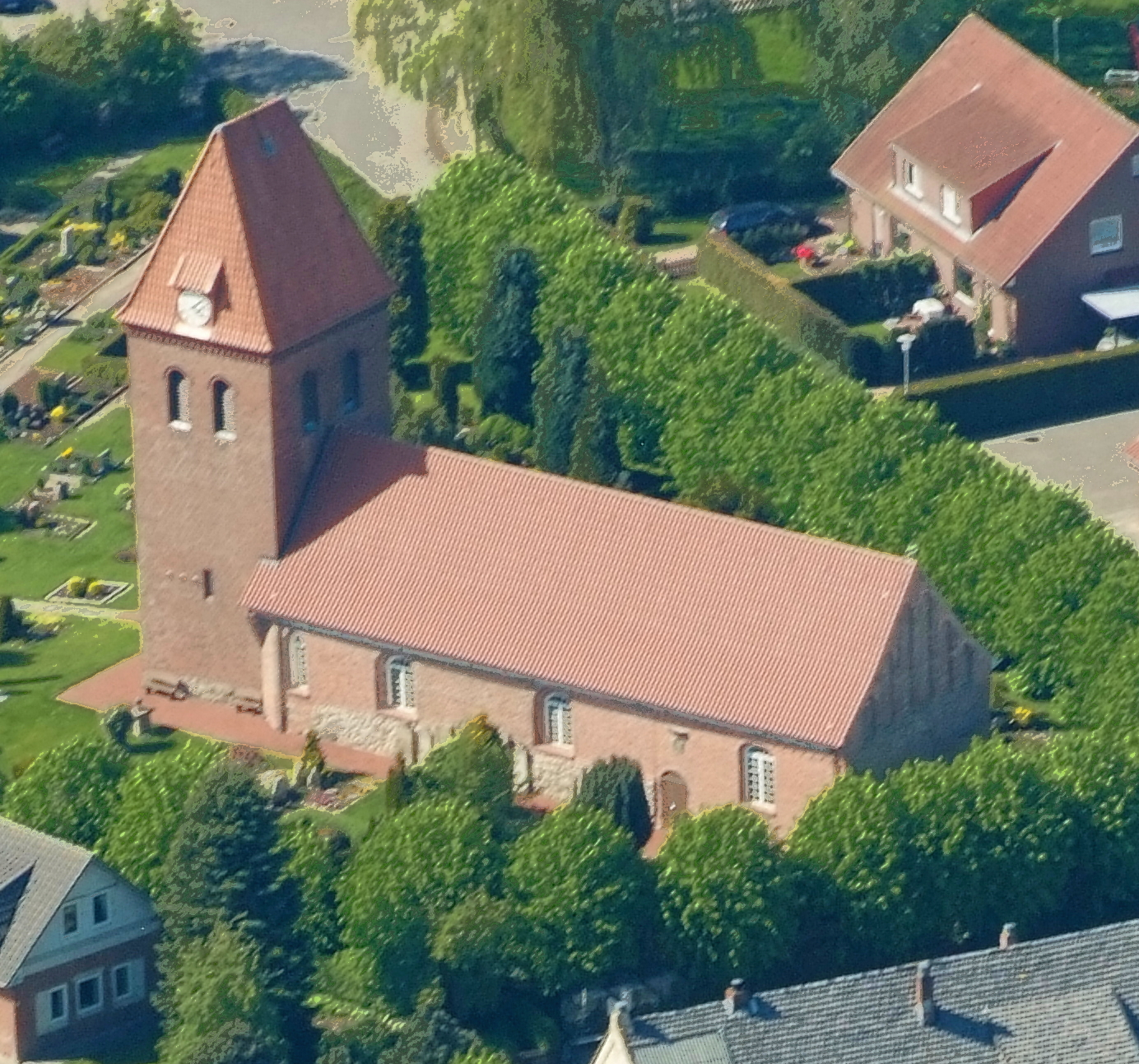
St. Georg

Die evangelisch-lutherische denkmalgeschützte Kirche St. Georg steht in Spieka, einem Ortsteil der Ortschaft Nordholz der Einheitsgemeinde Wurster Nordseeküste im Landkreis Cuxhaven von Niedersachsen. Die Kirchengemeinde gehört zum Kirchenkreis Wesermünde im Sprengel Stade der Evangelisch-lutherischen Landeskirche Hannovers.

## Beschreibung
Die Saalkirche aus Backsteinen auf einem Sockel aus Feldsteinen wurde 1319 geweiht. Der gleichbreite, spätgotische, rechteckige Chor wurde im frühen 16. Jahrhundert, der querrechteckige Kirchturm im Westen, der mit einem Walmdach bedeckt ist, 1918 bis 1922 errichtet. Der Chorgiebel hat eine große kreisförmige Blende, darüber befinden sich sechs gestaffelte spitzbogige Blenden. Das Kirchenschiff und der Chor sind mit einem Satteldach bedeckt. Der Innenraum ist mit einem hölzernen segmentbogigen Tonnengewölbe überspannt. Zur Kirchenausstattung gehört ein breitgelagertes Altarretabel von 1678 mit gewundenen Säulen und Knorpelwerk. Im Zentrum befindet sich ein Relief mit der Kreuzigung, darüber eins mit der Auferstehung. Über beide Geschosse sind die vier Evangelisten verteilt. Das pokalförmige Taufbecken ist um 1750/60 entstanden, die schlichte Kanzel 1663. Die Brüstung der Empore im Osten aus Balustern wurde 1731 mit Wappen bemalt. Die Brüstung der Westempore wurde erst im 18. Jahrhundert bemalt. Eine Patronatsloge wurde um 1700 eingebaut.
Das Tor am nördlichen Rand des Kirchhofs aus Backsteinen mit ziegelgedecktem Walmdach und mit hölzerner Pforte wurde um 1910 gebaut.